# Матіас Норманн
Матіас Норманн (норв. Mathias Antonsen Norrmann, нар. 28 травня 1996, Сволвер, Норвегія — норвезький футболіст, півзахисник російського клубу «Ростов» і збірної Норвегії. На умовах оренди виступає за московське «Динамо».

## Кар'єра

### Клубна

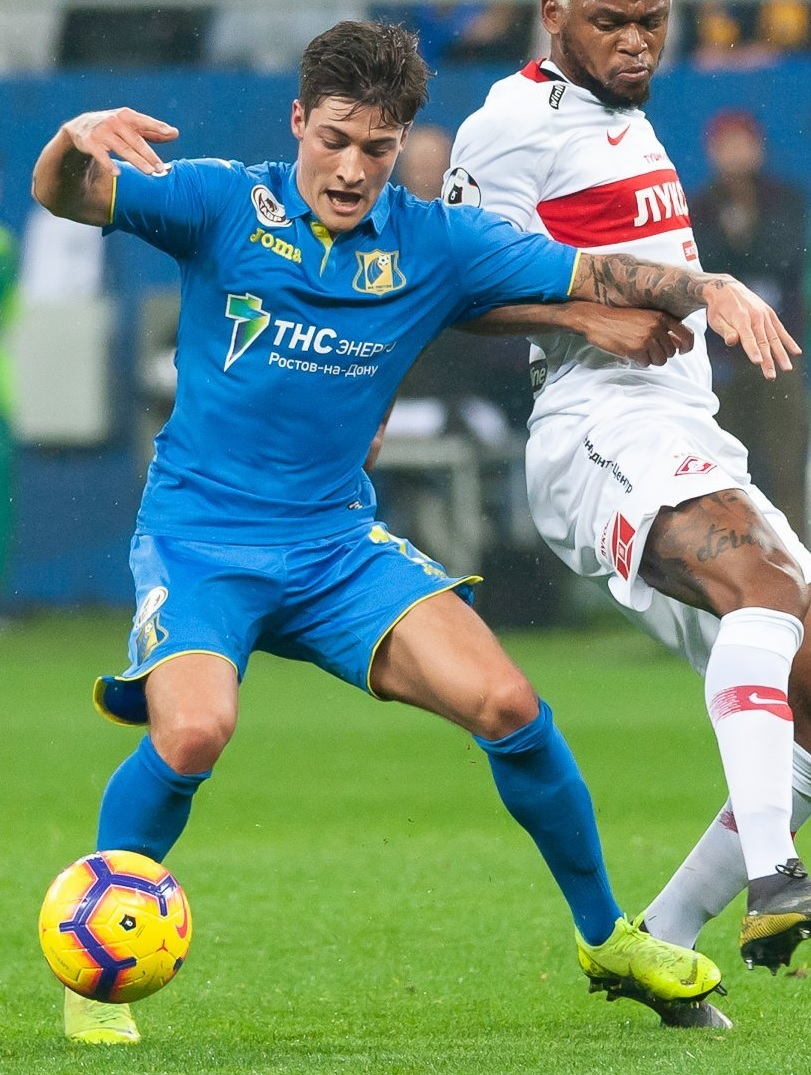
Матіас Норманн у матчі проти «Спартака»

Матіас Норманн почав займатися футболом у своєму рідному місті Сволвер, де грав за клуб 5-го дивізіону чемпіонату Норвегії. У 2012 році він приєднався до клубу «Лофотен», який став першим професійним клубом у кар'єрі футболіста. У 2013 Норманн став гравцем клубу «Буде-Глімт», де переважно грав у молодіжній команді. І тільки на початку 2016 дебютував в основі у матчі Елітсерії.
У 2017 році Норманн підписав контракт з англійським клубом «Брайтон енд Гоув Альбіон» але майже одразу повернувся до Норвегії, де на правах оренди продовжив грати за клуб «Молде».
За два сезони Норманн так і не зіграв жодного матчу у складі англійської команди і у січні 2019 року футболіст уклав угоду з російським клубом «Ростов».

### Збірна
Матіас Норманн провів кілька матчів у складі юнацьких та молодіжної збірних Норвегії. У вересні 2019 року у матчі відбору до Євро-2020 проти команди Мальти Норманн дебютував у складі національної збірної Норвегії.
Свій перший гол у складі збірної Норманн забив у жовтні 2020 року у матчі плей-оф до Євро-2020 у ворота команди Сербії.

## Досягнення
Особисті
- №3 у Списку 33 найкращих футболістів чемпіонату Росії сезону 2019/2020